# Giuseppe Donizetti

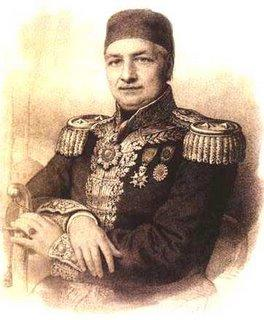
Giuseppe Donizetti

Giuseppe Donizetti (türk. meist Donizetti Paşa, * 6. November 1788 in Bergamo; † 12. Februar 1856 in Konstantinopel) war ein italienischer Komponist, Dirigent und Musikpädagoge. Als oberster Hofmusiker des Osmanischen Reichs begründete er die Tradition westlicher Kunstmusik im Gebiet der heutigen Türkei.

## Leben
Giuseppe Donizetti war der ältere Bruder des Opernkomponisten Gaetano Donizetti. Von einem Onkel lernte er das Flötenspiel; nachdem ihm die Teilnahme an den Lezioni Caritatevoli di Musica 1806 wegen zu hohen Alters verwehrt wurde, nahm er privaten Kompositionsunterricht bei Johann Simon Mayr. Ab 1809 wirkte er als Musiker in verschiedenen Militärkapellen, so spielte er unter anderem auf Elba und in Sardinien, und erwarb sich einen guten Ruf als Militärkapellmeister. Als der türkische Sultan Mahmud II. nach der Auflösung der Janitscharen und deren Kapelle nach einem Musiker zur Neuorganisation seiner Kapelle suchte, wurde er von einem italienischen Diplomaten auf Donizetti aufmerksam gemacht. 1828 ging Donizetti für die hohe Gage von 8.000 Franc jährlich als Generalmusikdirektor des Hofes nach Konstantinopel.
Hier reformierte er die Palastkapelle zunächst nach dem Vorbild westeuropäischer Militärkapellen, indem er westliche Instrumente wie Oboen und Klarinetten und die abendländische Notenschrift einführte. Seine Reformen wurden auf andere türkische Kapellen übertragen. 1831 kam es durch seinen Einfluss zur Gründung der ersten Musikschule im Osmanischen Reich nach westlichem Vorbild, wo Donizetti selbst Flöte, Klavier, Harmonielehre und Instrumentation lehrte, wo aber neben westlichen Fächern auch genuin türkische Kultur wie zum Beispiel Karagöztheater gelehrt wurde. Donizetti plädierte für einen Einfluss auch der klassischen türkischen Musik auf das Schaffen seiner Schüler. Die Palastkapelle wurde schließlich zu einem Symphonieorchester im westlichen Sinne; sie lebt heute als Sinfonieorchester des Türkischen Präsidenten (Cumhurbaşkanlığı Senfoni Orkestrası) in Ankara fort. Im Harem des Sultans veranstaltete Donizetti Aufführungen westlicher Orchestermusik und kleinerer italienischer Opern. Der ab 1839 regierende Nachfolger Mahmuds, Abdülmecid I., der selbst Klavier spielte, förderte die westliche Kultur stärker als sein Vorgänger, und die westliche Kunstmusik wurde Bestandteil einer entstehenden bürgerlichen Stadtkultur im Osmanischen Reich. Donizetti wurde der Titel eines Paşa verliehen, 1842 wurde er zum Ritter der französischen Ehrenlegion ernannt. Donizetti ist in einer Gruft der katholischen Heilig-Geist-Kathedrale im Istanbuler Stadtteil Pera begraben. 
Donizettis Bedeutung als Reformator des osmanischen Musikwesens ist größer denn die als Komponist: Von ihm sind vor allem Gelegenheitswerke wie Märsche und dergleichen erhalten, darunter die Sultanhymnen für die beiden Herrscher, unter denen er wirkte. Franz Liszt, der auf Donizettis Einladung am osmanischen Hof gastierte, komponierte 1848 eine Konzertparaphrase über Donizettis Hymne für Sultan Abdülmecid (Grande Paraphrase de la marche de Giuseppe Donizetti composée pour Sa Majesté le sultan Abdul Medjid-Khan), die er dem osmanischen Herrscher widmete.